# Kajra-patak
A Kajra-patak a Heves–Borsodi-dombság ered, Istenmezeje településtől nyugatra, Heves vármegyében, mintegy 450 méteres tengerszint feletti magasságban. A patak forrásától kezdve keleti irányban halad, majd Istenmezeje északi részénél éri el a Tarna-patakot.

## Part menti település
- Istenmezeje